# 너를 기다릴 거야
<너를 기다릴 거야>는 대한민국의 여성 싱어송라이터 장덕에 의해 작사 · 작곡된 곡이다. 장덕의 다섯번째 정규 음반 《예정된 시간을 위해》의 B면 3번 트랙으로 수록되어 발표되었다.  

## 배경
1987년 9월 말레이시아의 수도 콸라룸푸르 푸트라월드트레이너센터에서는 제 3회 ABU(아시아 태평양 방송연합) 가요제가 열렸다. 이 가요제에 한국대표로는 <님 떠난 후>로 선풍적인 인기를 끌며 한국 젊은이들의 우상으로 떠오른 장덕이 참가하게 되는데, 이 때 출전곡으로서 장덕이 직접 작사 · 작곡한 곡이 바로 <너를 기다릴 거야>다. ABU 가요제 이후 이 곡은 2년여 가까이 묻혀 있다가 1989년 6월 장덕의 다섯번째 정규음반 《예정된 시간을 위해》가 발표되면서 뒤늦게 스튜디오 녹음 버전으로 수록되었다.